# Centris fisheri
Centris fisheri är en biart som beskrevs av Roy R. Snelling 1974. Centris fisheri ingår i släktet Centris och familjen långtungebin. Inga underarter finns listade.